# Jean Yarbrough
Jean Yarbrough (Marianna, 22 agosto 1901 – Los Angeles, 2 agosto 1975) è stato un regista statunitense. Diresse vari film della coppia comica Gianni e Pinotto e film horror.

## Filmografia parziale

### Regista (cinema)
- Trailing Along (1937)
- Russian Dressing (1938)
- Notti di terrore (The Devil Bat) (1940)
- King of the Zombies (1941)
- Hi'ya, Sailor (1943)
- Gianni e Pinotto in società (In Society) (1944)
- Gianni e Pinotto fra le educande (Here Come the Co-Eds) (1945)
- L'arca di Noè (The Naughty Nineties) (1945)
- On Stage Everybody (1945)
- House of Horrors (1946)
- La donna lupo di Londra (She-Wolf of London) (1946)
- The Brute Man (1946)
- Triple Trouble (1950)
- Sideshow (1950)
- Il giardino incantato (Jack and the Beanstalk) (1952)
- Gianni e Pinotto al Polo Nord (Lost in Alaska) (1952)
- Le donne degli ammutinati del Bounty (The Women of Pitcairn Island) (1956)

### Televisione
- I'm the Law (1953)
- Gianni e Pinotto (The Abbott and Costello Show) (1952-1954)
- Wild Bill Hickok (Adventures of Wild Bill Hickok) (1955-1956)
- Navy Log (1955-1957)
- Captain Gallant of the Foreign Legion (1955-1957)
- The Silent Service (1957-1958)
- Flight (1958-1959)
- Il mio amico marziano (My Favorite Martian) (1965-1966)
- Petticoat Junction (1963-1969)
- Il grande teatro del west (The Guns of Will Sonnett) (1967-1969)
- Death Valley Days (1966-1970)

### Sceneggiatore
- Trailing Along, regia di Jean Yarbrough (1937)
- Duck Soup, regia di Ben Holmes (1942)